# Stjärndygn

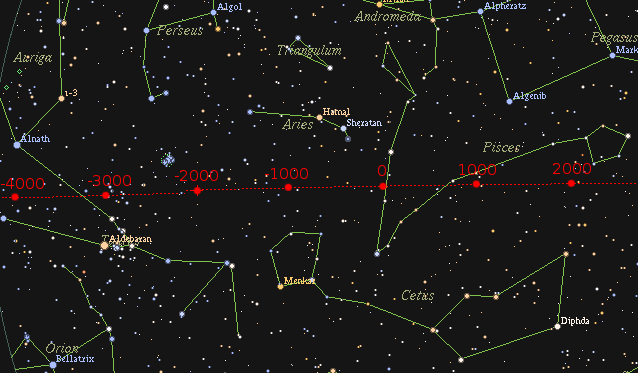
Vårdagjämningspunktens förskjutning i förhållande till fixstjärnorna från cirka 4000 f.Kr. till cirka 2800 e.Kr..

Ett stjärndygn är tidsintervallet mellan två på varandra följande meridianpassager av en fixstjärna (egentligen gentemot ICRF - International Celestial Reference Frame - som bygger på extragalaktiska radiokällor).
Ett sideriskt dygn är tidsintervallet mellan två successiva passager av vårdagjämningspunkten genom meridianen.
På grund av jordaxelns precession förskjuts vårdagjämningspunkten långsamt (en retrograd rörelse om 360° på cirka 25 800 år) mot den bakomliggande stjärnhimlen och ett sideriskt dygn är därför ungefär 8,4 millisekunder kortare än ett stjärndygn. I förhållande till en epok, med "fix vårdagjämningspunkt", blir benämningarna "synonyma" och på grund av den i de allra flesta sammanhang obetydliga skillnaden mellan dem (cirka en tiomiljontedel av beloppet) används benämningarna ofta synonymt.
Ett stjärndygn är 23 timmar, 56 minuter och 4,098903691 sekunder ≈ 86164,0989 sekunder ≈ 23,9344719 timmar.
Ett sideriskt dygn är 23 timmar, 56 minuter och 4,09053083288 sekunder, ≈ 86164,0905 sekunder ≈ 23,9344696 timmar.
Båda dygnens längd är konventionellt bestämda, men i verkligheten finns det småskaliga variationer orsakade exempelvis av vårdagjämningspunktetns läge i förhållande till perihelium, av nutationen, eller av ändringar av jordskorpans rotationshastighet i förhållande till jorden som helhet och därmed till stjärnhimlen (beroende av luftströmmar, havsströmmar, inklusive tidvatten, och strömmar i jordens inre - se polrörelse).